# Campeonato Mundial de Esqui Estilo Livre de 2013
O Campeonato Mundial de Esqui Estilo Livre de 2013 foi a 14º edição do Campeonato Mundial de Esqui Estilo Livre, organizado pela Federação Internacional de Esqui (FIS). A competição foi disputada entre os dias 5 a  10 de março de 2013, em Voss na Noruega. 

## Resultados
A seguir os resultados do campeonato mundial. 

### Masculino
| Evento               | Ouro                           | Ouro   | Prata                                | Prata  | Bronze                          | Bronze |
| Ski Cross detalhes   | Jean-Frédéric Chapuis · França |        | Bastien Midol · França               |        | John Teller · Estados Unidos    |        |
| Aerials detalhes     | Qi Guangpu · China             | 138.00 | Travis Gerrits · Canadá              | 117.73 | Jia Zongyang · China            | 99.09  |
| Moguls detalhes      | Mikaël Kingsbury · Canadá      | 27.59  | Alexandre Bilodeau · Canadá          | 26.95  | Patrick Deneen · Estados Unidos | 25.90  |
| Dual Moguls detalhes | Alexandre Bilodeau · Canadá    |        | Mikaël Kingsbury · Canadá            |        | Patrick Deneen · Estados Unidos |        |
| Halfpipe detalhes    | David Wise · Estados Unidos    | 96.2   | Torin Yater-Wallace · Estados Unidos | 95.6   | Thomas Krief · França           | 94.2   |
| Slopestyle detalhes  | Tom Wallisch · Estados Unidos  | 94.8   | James Woods · Reino Unido            | 91.2   | Nick Goepper · Estados Unidos   | 89.2   |

### Feminino
| Evento               | Ouro                            | Ouro  | Prata                       | Prata | Bronze                           | Bronze |
| Ski Cross detalhes   | Fanny Smith · Suíça             |       | Marielle Thompson · Canadá  |       | Ophelie David · França           |        |
| Aerials detalhes     | Xu Mengtao · China              | 98.53 | Veronika Korsunova · Rússia | 75.26 | Danielle Scott · Austrália       | 74.1   |
| Moguls detalhes      | Hannah Kearney · Estados Unidos | 26.70 | Miki Ito · Japão            | 24.92 | Justine Dufour-Lapointe · Canadá | 23.48  |
| Dual Moguls detalhes | Chloé Dufour-Lapointe · Canadá  |       | Miki Ito · Japão            |       | Hannah Kearney · Estados Unidos  |        |
| Halfpipe detalhes    | Virginie Faivre · Suíça         | 83.8  | Anais Caradeux · França     | 80.6  | Ayana Onozuka · Japão            | 80.4   |
| Slopestyle detalhes  | Kaya Turski · Canadá            | 89.6  | Dara Howell · Canadá        | 85.6  | Grete Eliassen · Estados Unidos  | 81.2   |

## Quadro de medalhas
| Ordem | País           | Medalha de ouro | Medalha de prata | Medalha de bronze |    |
| ----- | -------------- | --------------- | ---------------- | ----------------- | -- |
| 1     | Canadá         | 4               | 5                | 1                 | 10 |
| 2     | Estados Unidos | 3               | 1                | 6                 | 10 |
| 3     | China          | 2               | 0                | 1                 | 3  |
| 4     | Suíça          | 2               | 0                | 0                 | 2  |
| 5     | França         | 1               | 2                | 2                 | 5  |
| 6     | Japão          | 0               | 2                | 1                 | 3  |
| 7     | Reino Unido    | 0               | 1                | 0                 | 1  |
| 7     | Rússia         | 0               | 1                | 0                 | 1  |
| 9     | Austrália      | 0               | 0                | 1                 | 1  |
|       | TOTAL          | 12              | 12               | 12                | 36 |